# Жаби-стрибунці
Жаби-стрибунці (Hyperoliidae) — родина земноводних підряду Neobatrachia ряду Безхвості. Має 18 родів та 222 видів. Інша назва «очеретяні жаби».

## Опис
Загальна довжина представників цієї родини коливається від 1,5 до 8 см. Голова невелика. Очі середнього розміру із вертикальною зіницею. У більшості є зуби на верхній щелепі і немає сошникових зубів. Є хрящева грудина. Шкіра переважно гладенька. Відсутні шлюбні мозолі. Задні кінцівки більші за передні.
Забарвлення більшості видів зеленувата або сірувата з різними плямами або смугами, іноді червоними, жовтими, помаранчевими. Деякі види забарвлені в яскраво-білі або золотаві тони.

## Спосіб життя
Полюбляють тропічні та субтропічні ліси, гірські місцини. Серед стрибунців зустрічаються наземні і деревні форми. Деякі види ведуть переважно водний спосіб життя. Значна частина пересувається лише стрибками. Звідси походить назва цієї родини. Живляться дрібними комахами.
Це яйцекладні амфібії. У період розмноження (сезон дощів) більшість видів прив'язані до води, вони відкладають яйця на листя над водою, де з'являються пуголовки, які одразу потрапляють у водойму.

## Розповсюдження
Мешкають в Африці (південніше пустелі Сахара), на Мадагаскарі, Сейшельських островах.

## Роди
- Acanthixalus
- Afrixalus
- Alexteroon
- Arlequinus
- Callixalus
- Chlorolius
- Chrysobatrachus
- Cryptothylax
- Heterixalus
- Hyperolius
- Kassina
- Kassinula
- Morerella
- Opisthothylax
- Paracassina
- Phlyctimantis
- Semnodactylus
- Tachycnemis